# Максімо Тахес
Максімо Тахес (ісп. Máximo Tajes; 23 листопада 1852, Канелонес — 21 листопада 1912, Монтевідео) — уругвайський політик, президент Республіки в період з листопада 1886 по березень 1890.

## Біографія
Він приєднався до армії в 1868 році, а через кілька років він був капітаном (1875) з нагоди призначення другим начальником 5-го батальйону Мисливців, організованого Максімо Сантосом, до якого приєдналася сім'я і особиста дружба. Полковником став у 1880 році, коли йому ще не виповнилося тридцяти років, був призначений на північний кордон з місією нагляду за діяльністю Лоренцо Латорре, він був політичним і поліцейським начальником в Дурасно коли Сантос займав посаду президента, а в серпні 1882 був призначений міністром війни і флоту. У цій ролі йому довелося перейти до репресій повстання, організованого опозицією, що призвело до битви при Кебрахо (31 березня 1886), що призвело до повного розгрому революціонерів.
18 листопада 1886 року, після відставки Максімо Сантоса та після утворення Міністерства Примирення парламент призначив Тахеса, який на той час все ще займав Міністерство війни і флоту, як Президента Республіки для завершення Другого конституційного періода Франциска Антоніно Відал Сільви, започаткований 1 березня 1886 року і закінчившийся 1 березня 1890 року.
Його уряд був ознаменований поступовим знищенням найбільш очевидних ознак мілітаризму, який пішов на спад з його адміністрацією — процес, в якому фігура його міністра уряду, Хуліо Еррера й Обес, має ключове значення. 27 грудня 1886 року 5-й батальйон «Казадорес» був розпущений, символ режиму Сантоса і його справжньої політичної поліції. Незабаром після цього сам Сантос, який виїхав з країни, намагався повернутися, не допустивши закону про вигнання, проголосованого парламентом 28 січня 1887 року.
Під час свого уряду Уругвай пережив короткий період економічного підйому і фінансових спекуляцій, момент, відомий як «Епоха Реуса», натякаючи на Еміліо Реуса, іспанського капіталіста, який був партнером уругвайської держави і з яким він заснував суспільство «Національний банк» (1887). Це проквітання пояснювалося головним чином інвестиціями в Уругвай надлишкових аргентинських капіталів, результатом таких рухів, як церезація Месопотамії або будівництво порту Буенос-Айреса .
Проте ряд невдач, з якими зіткнувся ще слабкий уругвайський капіталізм, в поєднанні з політичною нестабільністю в Аргентині, яка сприяла виведенню капіталу з цієї країни у 1890 році, звалили економіку Уругваю, яка потрапила в глибоку кризу. У ті часи (березень 1890) закінчився період Максімо Тахес.
Максімо Таєс був одним із засновників військового атенеуму, інституту парамасоніки, який мав тенденцію до професіоналізації уругвайської армії та її політичного утримання, і це мало важливий вплив між на той час.
У 1894 році його ім'я було прийнято кандидатом до президентства республіки. Але не отримав свою довгоочікувану остаточну перемогу над Саравією (яка, по суті, не була розбита), а тим більше президентство республіки.
Він пішов у відставку в 1900 році і помер через кілька років, не маючи жодного втручання в подальше політичне чи військове життя в 1912 році.

### Кабінет міністрів
| Міністерство                     | Ім'я                         | Період    |
| -------------------------------- | ---------------------------- | --------- |
| Уряд                             | Хосе Педро Рамірес           | 1886      |
| Уряд                             | Хуліо Еррера і Обес          | 1886–1889 |
| Уряд                             | Хуан Альберто Капурро        | 1889–1890 |
| Міжнародні відносини             | Хуан Карлос Бланко Фернандес | 1886      |
| Міжнародні відносини             | Домінго Менділахарсу         | 1886–1887 |
| Міжнародні відносини             | Ільдефонсо Гарсія Лагос      | 1887–1890 |
| Казначейство                     | Антоніо Марія Маркес         | 1886–1889 |
| Казначейство                     | Якобо Адріан Варела          | 1889–1890 |
| Війна і флот                     | Педро Северо де Леон         | 1886–1890 |
| Правосуддя, культ та громадкість | Ауреліано Родрігес Ларрета   | 1886      |
| Правосуддя, культ та громадкість | Марселіно Бертелло           | 1886–1887 |
| Правосуддя, культ та громадкість | Дувімізіо Терра              | 1887–1888 |
| Правосуддя, культ та громадкість | Мартін Берагунде             | 1888–1890 |

| Попередник: Максімо Сантос | Президент Уругваю 1886-1890 | Наступник: Хуліо Херера-і-Обес |